# Station Ashchurch for Tewkesbury
Ashchurch for Tewkesbury is een station van National Rail in Ashchurch, Tewkesbury in Engeland. Het station is eigendom van Network Rail en wordt beheerd door Great Western Railway. 